# Iczotitla
Iczotitla är en ort i Mexiko.   Den ligger i kommunen Los Reyes och delstaten Veracruz, i den sydöstra delen av landet, 240 km öster om huvudstaden Mexico City. Iczotitla ligger 1 451 meter över havet och antalet invånare är 291.
Terrängen runt Iczotitla är kuperad åt nordväst, men åt sydost är den bergig. Runt Iczotitla är det ganska tätbefolkat, med 155 invånare per kvadratkilometer. Närmaste större samhälle är Zongolica, 3,4 km öster om Iczotitla. I omgivningarna runt Iczotitla växer i huvudsak städsegrön lövskog.